# Przemysław Daca
Przemysław Daca – polski magister inżynier ochrony środowiska i urzędnik państwowy, w latach 2018–2022 prezes Wód Polskich.

## Życiorys
Ukończył studia z ochrony środowiska. Pracował w Urzędzie Marszałkowskim Województwa Mazowieckiego, odpowiadając za ochronę środowiska oraz gospodarkę ściekową. Następnie przez ponad 10 lat pracował w Ministerstwie Transportu oraz Ministerstwie Gospodarki Morskiej i Żeglugi Śródlądowej na stanowiskach dyrektora i zastępcy dyrektora departamentu. Odpowiadał za żeglugę śródlądową i drogi wodne, do stycznia 2018 był wicedyrektorem Departamentu Żeglugi Śródlądowej.
17 stycznia 2018 został powołany na stanowisko prezesa Państwowego Gospodarstwa Wodnego Wody Polskie. W 2020 Najwyższa Izba Kontroli oceniła negatywnie wykonanie planu finansowego Wód Polskich za 2019 rok; była to jedyna negatywna ocena NIK o wykonaniu części budżetowych i planów finansowych jednostek pozabudżetowych w 2019.
W sierpniu 2022 został zdymisjonowany przez premiera Mateusza Morawieckiego ze stanowiska prezesa Państwowego Gospodarstwa Wodnego Wody Polskie, w związku z nieodpowiednim postępowaniem w czasie katastrofy ekologicznej na Odrze. Następnie pełnił funkcję zastępcy dyrektora Instytutu Ochrony Środowiska-Państwowego Instytutu Badawczego.